# Paradosso idrostatico
Un paradosso idrostatico è un paradosso proprio dell'idrostatica. Esso è conseguenza diretta della legge di Stevino, la quale afferma che la pressione causata da una colonna di fluido di altezza h e con densità d costante dipende esclusivamente da questi due fattori, secondo una proporzionalità diretta. Cioè, detti p la pressione relativa, h l'altezza della colonna di fluido, d la densità e g l'accelerazione di gravità, si ha:
p = d g h

## Esempio di paradosso idrostatico

Illustrazione del paradosso idrostatico applicato alla botte di Pascal.

Un esempio tipico di paradosso idrostatico è quello della botte di Pascal. Si consideri una botte riempita d'acqua, la cui pressione sul fondo sia di poco inferiore a quella limite di sopportazione della botte stessa. Se al di sopra della botte (naturalmente chiusa) si pone un tubo sottile e lo si riempie progressivamente d'acqua, raggiunta una quota limite la pressione del fluido provoca la rottura della botte. Ponendo tubi di diametri sempre maggiori e di svariate forme, si noterà che la botte non arriverà a rompersi se non quando il fluido raggiunge la quota limite precedentemente determinata.
Il paradosso consiste nel fatto che, nonostante si immettano quantità d'acqua dal peso sempre maggiore, la quota limite di fluido a cui corrisponde la rottura della botte è sempre la stessa.
Coerentemente con la legge di Stevino, cioè, la pressione esercitata dal fluido sul fondo di un recipiente è indipendente dalla quantità di fluido che lo sovrasta, e quindi dal peso della stessa, ma dipende esclusivamente dall'affondamento della superficie del fondo dal pelo libero.